# Companys de gresca
 Companys de gresca  (original: Sons of the Desert) és una pel·lícula estatunidenca dirigida per William A. Seiter, estrenada el 1933 i doblada al català.

## Argument
Laurel i Hardy, burgesos respectables, marxen a Chicago on té lloc una assemblea de la seva confraria «Els fills del desert». Oliver, per escapar a la seva esposa, es fa passar per malalt i el metge, còmplice, prescriu un creuer. La senyora Hardy, no suportant el vaixell, ha de deixar marxar el seu marit amb el seu amic Stan.

## Repartiment
- Stan Laurel: Stanley Laurel
- Oliver Hardy: Oliver Hardy
- Charley Chase: Charley Chase
- Mae Busch: Madame Lottie Chase Hardy
- Dorothy Christy: Madame Betty Laurel
- Lucien Littlefield: Doctor Horace Meddick
- Jimmy Aubrey: un fill del desert

## Rebuda
El 2000 l'American Film Institute va situar la pel·lícula al 96è lloc de la classificació de les cent millors comèdies americanes de tots els temps. El 2005 ha situat la frase ««Well, here's another nice mess you've gotten me into!» al 60è lloc de la classificació de les cent millors citacions.
El 2012 ha estat triat per ser conservada en el National Film Registry de la Biblioteca del Congrés dels Estats Units d'Amèrica.